# Tabanus cnemidotus
Tabanus cnemidotus är en tvåvingeart som beskrevs av Philip 1959. Tabanus cnemidotus ingår i släktet Tabanus och familjen bromsar. Inga underarter finns listade i Catalogue of Life.